# PAZ

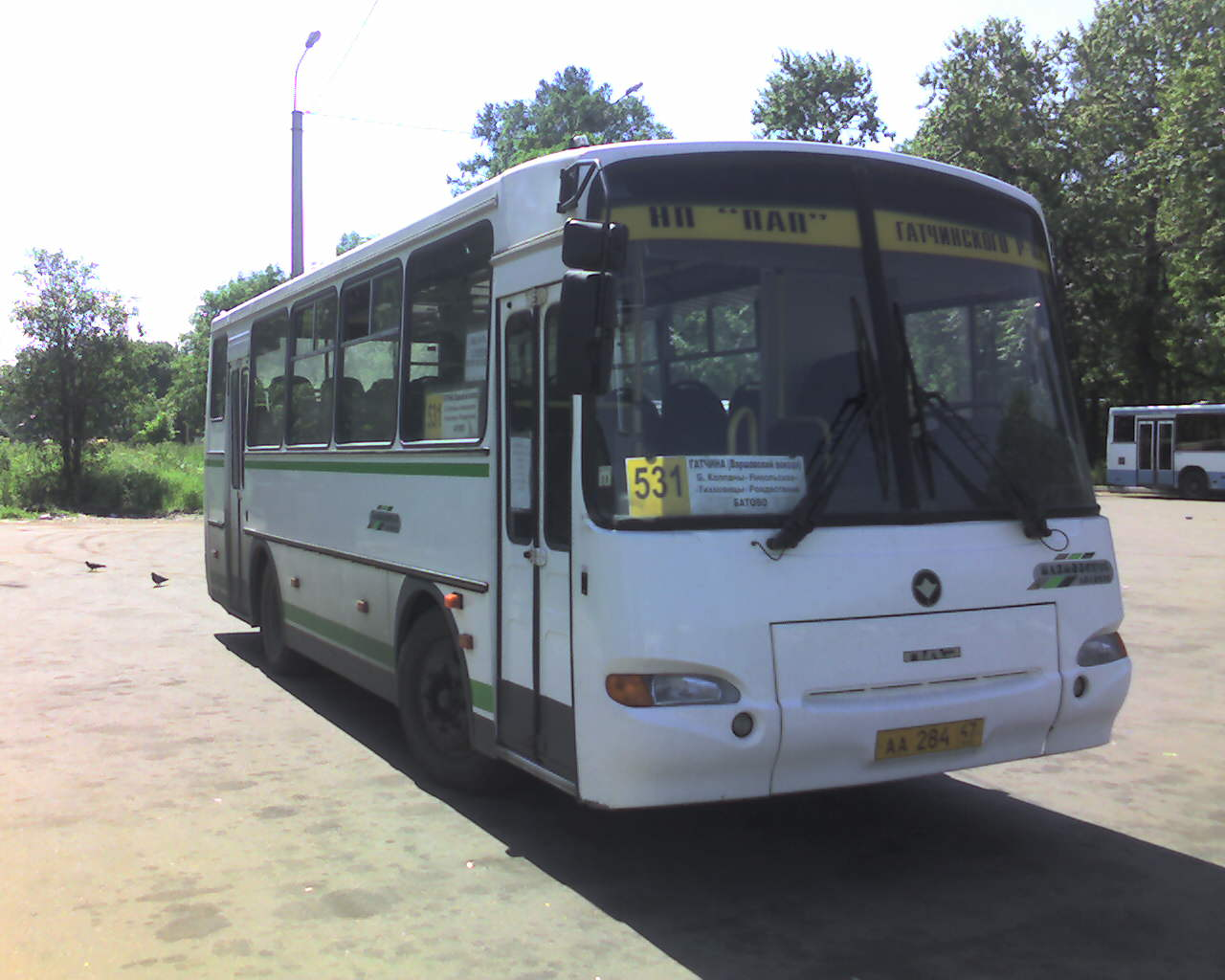
De PAZ 4230.

PAZ (Russisch: ОАО «Павловский автобус», OAO Pavlovskij Avtoboes; "Autobusfabriek van Pavlovo") (vroeger Павловский автобусный завод им. А. А. Жданова) is een Russische fabrikant van autobussen.
Gevestigd in Pavlovo, is PAZ onderdeel van Bazovy Element via de holding Groep GAZ en bouwt zijn autobussen voornamelijk voor de thuismarkt. Het is opgericht in 1952 en bouwde in hetzelfde jaar de eerste autobus, de PAZ-651 (gebaseerd op de GAZ-51). In 1960 startte de productie van de PAZ-652, een nieuw model. Deze werd in 1968 opgevolgd door de PAZ-672. Op basis van dit type werden vele varianten gebouwd. In 1989 begon de productie van de gemoderniseerde PAZ-3205.
De bussen werden vroeger voornamelijk door Russische taxibedrijven gebruikt die een vaste route aanhielden (marshrutka).